# Balanda
Pour les articles homonymes, voir Balanda (homonymie).
Pour la ville russe anciennement nommée Balanda, voir Kalininsk.
La Balanda (en russe : Баланда) est une rivière de Russie qui coule dans les oblasts de Volgograd et de Saratov, affluent de rive droite de la Medveditsa (affluent du Don). Son cours est long de 164 km et draine un bassin versant de 1 900 km2. 
La rivière prend sa source sur le plateau de la Volga dans l'oblast de Saratov et s'écoule dans une direction sud-ouest vers sa confluence avec la Medveditsa dans l'oblast de Volgograd. La Balanda est principalement alimentée par les eaux de la fonte des neiges sur le plateau de la Volga. 
La ville de Kalininsk est située sur la Balanda.